# Kunsthoken

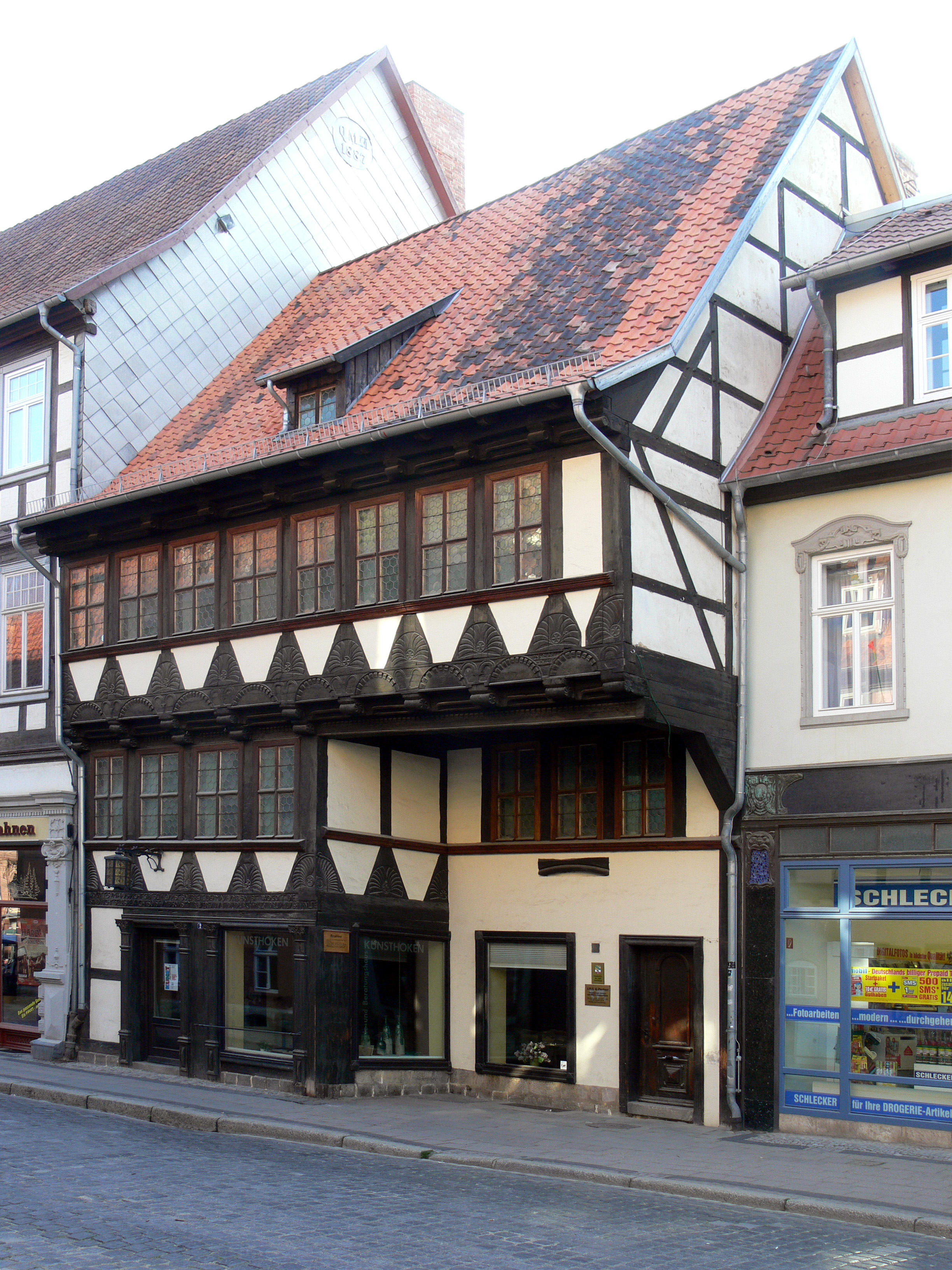
Kunsthoken

Der Kunsthoken ist ein denkmalgeschütztes Gebäude in der Stadt Quedlinburg in Sachsen-Anhalt.

## Lage
Es befindet sich an der Adresse Marktstraße 2, nördlich des Marktplatzes der Stadt, und gehört zum UNESCO-Weltkulturerbe. Es wird durch den Kultur- und Kunstverein Quedlinburg genutzt.

## Architektur und Geschichte
Das zweistöckige, repräsentative Fachwerkhaus entstand etwa zwischen 1535 und 1576 im Stil der Renaissance. Im Quedlinburger Denkmalverzeichnis ist es als Kaufmannshaus eingetragen. Das genaue Baujahr ist nicht überliefert. Zum Teil wird als Bauzeit das Jahr 1569 bzw. die Zeit um 1580 angegeben. Bauherr war Michael Arendt, nach anderer Schreibweise Michel Arent. Später wurde das Gebäude verputzt. Das Haus wurde direkt an der Marktmauer errichtet, deren Reste im Gebäudeinneren erhalten sind. Markant ist eine Änderung der Gebäudeflucht der Straße, die innerhalb der Hausfassade umgesetzt ist. Das Obergeschoss kragt hier an der rechten, nördlichen Seite des Hauses stark vor. Mit damals vorhandenen Kopfstreben war die Vorkragung als Rundbogen gestaltet. Unterhalb dieser Vorkragung befand sich ursprünglich eine Tordurchfahrt zur Hofseite des Hauses. Die Außenwände des Hauses waren als tragende Wände ausgeführt. Darüber hinaus bestanden zwei Unterzüge, jeweils nach einem Drittel angeordnet. 
Besonders bemerkenswert ist die reich verzierte Fassade des Gebäudes. So finden sich Konsolfries, walzenförmige Balkenköpfe und an den Winkelhölzern Fächerrosetten. Als einziges Gebäude in Quedlinburg verfügt das Haus über das Gestaltungselement geschnitzter Bögen. in der Stockschwelle sind Schiffskehlen als gestalterisches Element eingearbeitet. Die Farbgebung zeigt einen schwarz-weiß Kontrast und entspricht dem für die Bauzeit typischen Anstrich. Am Zwischengeschoss befindet sich eine zweizeilige Inschrift. Beim Einbau eines Rollladens wurde im 19. Jahrhundert ein Teil der Inschrift, darunter auch eine Jahreszahl, zerstört.
Um 1880 entstand im Stil des Spätklassizismus im Erdgeschoss die heutige Ladenfassade.
Das im Inneren über die Zeit seines Bestehens dann stark verbaute Gebäude stand im 20. Jahrhundert über längere Zeit leer. In den Jahren 1976/1977 erfolgte eine grundlegende Sanierung und ein Umbau des Hauses durch die Staatlichen Werkstätten für Denkmalpflege Polens (Pracownie Konserwacji Zabytków, PKZ), Betriebsteil Thorn. Teile wurden, bei Erhalt der älteren Mauern und der Fassade, massiv neu gebaut. Bei den vorhergehenden Bauuntersuchungen wurden im Hofanbau Reste eines älteren Hauses, eine hohe Mauer mit schmalen Öffnungen, Reste einer Türöffnung und eines Kamins entdeckt.
Nach der Sanierung wurde das Haus durch den Kulturbund der DDR genutzt und im Erdgeschoss des Vorderhauses eine Galerie eingerichtet. Im Zwischengeschoss waren Büros, im Obergeschoss eine Hausmeister eingerichtet. Aus dieser Nutzung entstand der heute gebräuchliche Name Kunsthoken. Der Begriff Hoken nimmt dabei Bezug auf die Bezeichnung der benachbarten Straße Hoken, wobei Hoken sich auf hier in historischer Zeit ansässige Kleinhändler bezieht.
Auf der südlichen Hofseite besteht ein Seitenflügel. Die südliche Mauer des Flügels besteht aus Sandsteinquadern und ist mit Lichtschlitzen versehen. An der westlichen Giebelwand befinden sich Reste eines Kamins und einer Tür. Auch die Hoffassade war in massiver Bauweise erstellt. Das Obergeschoss war im 15. Jahrhundert in schlichter Fachwerkbauweise errichtet worden. Es bestand ein Zwischengeschoss. Die Bauarbeiten von 1976/77 erstreckte sich auch auf den Seitenflügel. Dabei wurden jedoch nur die Sandsteinmauern erhalten, während die Fachwerkkonstruktion zerstört und hofseitig eine neue Fachwerkkonstruktion erstellt wurde. Die PKZ hatte zu diesem Zeitpunkt mit Fachwerk kaum Erfahrungen und konzentrierte sich auf die massiven Bauteile. Darüber hinaus wurde das Zwischengeschoss entfernt. Im Flügel entstanden in beiden Etagen Veranstaltungsräume.